# Ranomafana (Vatovavy-Fitovinany)
Ranomafana ist eine Stadt in Madagaskar.

## Geografische Lage
Das ca. 10.000 Einwohner (Stand: 2001) zählende Ranomafana liegt auf 876 m Höhe in der Region Vatovavy-Fitovinany, in der Provinz Fianarantsoa, in Ostmadagaskar. Der zum UNESCO-Weltnaturerbe gehörende Nationalpark Ranomafana befindet sich unweit der Stadt.

### Klima
In Ranomafana herrscht feuchtes subtropisches Klima (Cfa). Die Jahresdurchschnittstemperatur beläuft sich auf 20,6 °C.
|                        | Jan  | Feb  | Mär  | Apr  | Mai  | Jun  | Jul  | Aug  | Sep  | Okt  | Nov  | Dez  |   |      |
| Mittl. Temperatur (°C) | 23,5 | 23,4 | 22,9 | 21,7 | 19,4 | 17,4 | 16,6 | 17,1 | 18,7 | 20,9 | 22,8 | 23,3 | ⌀ | 20,6 |
| Mittl. Tagesmax. (°C)  | 28,5 | 28,3 | 27,8 | 26,9 | 25,3 | 23,3 | 21,9 | 22,6 | 24,4 | 27,1 | 28,5 | 28,8 | ⌀ | 26,1 |
| Mittl. Tagesmin. (°C)  | 18,6 | 18,5 | 18,0 | 16,6 | 13,5 | 11,6 | 11,3 | 11,7 | 13,0 | 14,8 | 17,1 | 17,9 | ⌀ | 15,2 |
|                        |      |      |      |      |      |      |      |      |      |      |      |      |   |      |
| Niederschlag (mm)      | 430  | 354  | 344  | 126  | 71   | 86   | 68   | 63   | 56   | 45   | 158  | 291  | Σ | 2092 |

| 18,6 |

| 18,5 |

| 18,0 |

| 16,6 |

| 13,5 |

| 11,6 |

| 11,3 |

| 11,7 |

| 13,0 |

| 14,8 |

| 17,1 |

| 17,9 |

| 18,6 |

| 18,5 |

| 18,0 |

| 16,6 |

| 13,5 |

| 11,6 |

| 11,3 |

| 11,7 |

| 13,0 |

| 14,8 |

| 17,1 |

| 17,9 |

## Geschichte
Der Name des Orts bedeutet: "Warmes Wasser". "Ràno" ist das madagassische Wort für Wasser, während "màfana" warm bedeutet.
Die warmen Thermalquellen, wegen denen der Ort sich gegen Ende des 19. Jahrhunderts zu einem beliebten Ferienort der in Madagaskar tätigen Europäer entwickelte, wurden 1880 entdeckt. Kurze Zeit später wurden die ersten Hotels sowie das noch heute bestehende Schwimmbad gegründet.

## Wirtschaft und Infrastruktur
Die Einwohner leben zu 60 % von der Landwirtschaft und bauen hauptsächlich Ananas, Bananen, Reis und Maniok an. Im Dienstleistungssektor arbeiten 40 %. Zusätzlich ist der Ökotourismus eine wichtige Einnahmequelle. Mittelpunkt des Ortes ist die Place de l'Indépendance mit ihren Marktständen, wo sich auch das Postamt befindet. Das Rathaus (Lapan'ny Tanana) steht an der Hauptstraße, während sich das Krankenhaus (Hopitaly) in einer Nebenstraße unweit davon erhebt. Hotels verschiedener Kategorien sowie Geschäfte zur Deckung des alltäglichen Bedarfes sind über die Stadt verteilt.

## Verkehr
Durch Ranomafana verläuft die Route nationale 25. 

## Besonderheiten
An der Place de l'Indépendance erinnert ein Denkmal an die Opfer des Madagaskar-Aufstandes von 1947, der im Gedächtnis vieler Menschen noch sehr präsent ist. Jenseits des Namorona, der von einer kleinen Fußgängerbrücke überspannt wird, befindet sich das Thermalbad mit mehreren Becken, wo auch Heilbehandlungen durchgeführt wurden. Unweit des Thermalbades wurde ein Park mit Spazierwegen und Ruhebänken angelegt. Im Ortskern erhebt sich die 1988 von Bischof François Xavier Tabao Manjarimanana konsekrierte katholische Kirche mit einem freistehenden Glockenturm. Die evangelische Kirche wurde auf einem Hügel an der Hauptstraße erbaut, von dem aus sich ein eindrucksvoller Blick auf den belebten Stadtkern bietet. An verschiedenen Stellen der Stadt findet man Schilder, auf denen die Menschen zur Mülltrennung motiviert werden, mit entsprechenden Abfallbehältern.

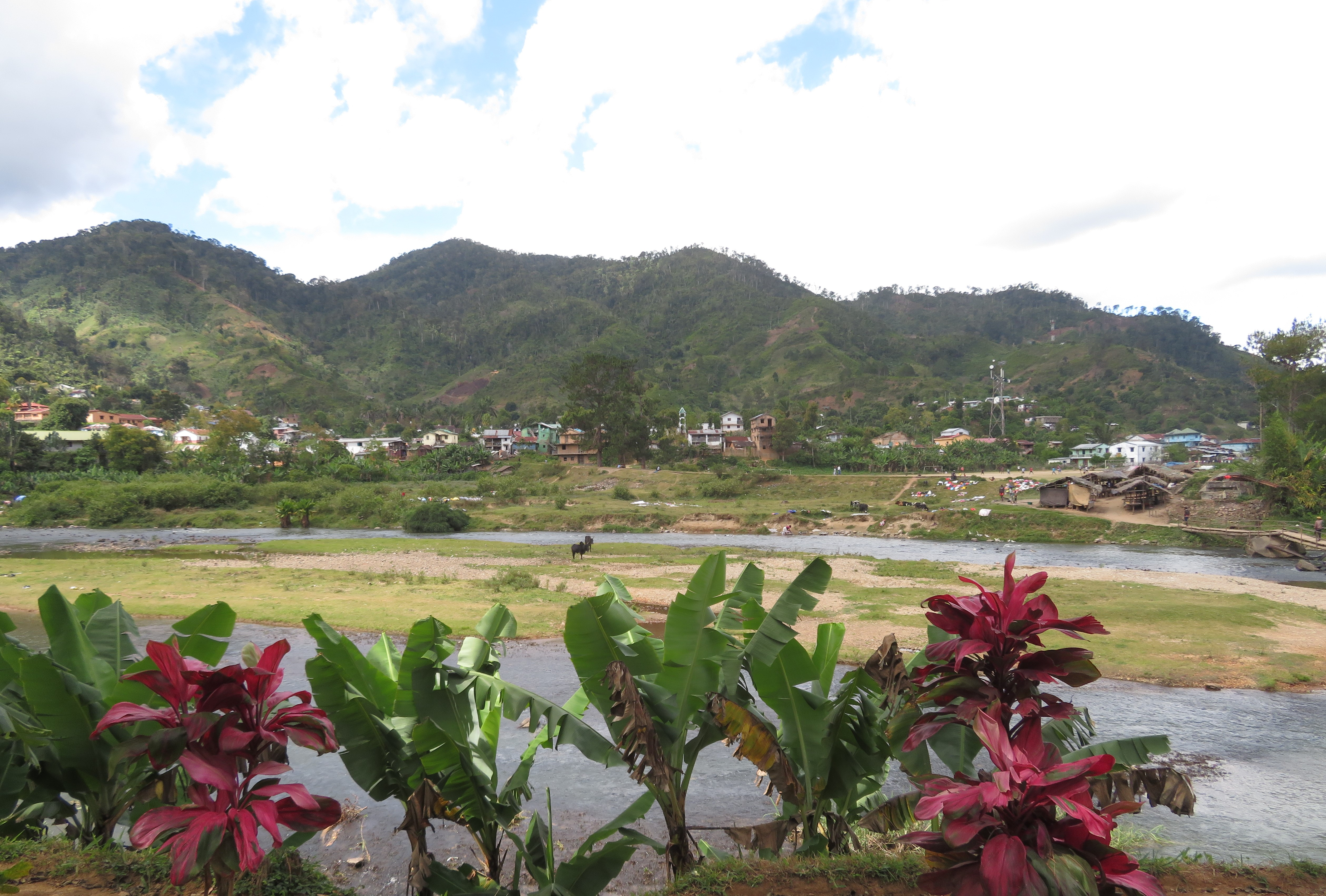
Gesamtansicht
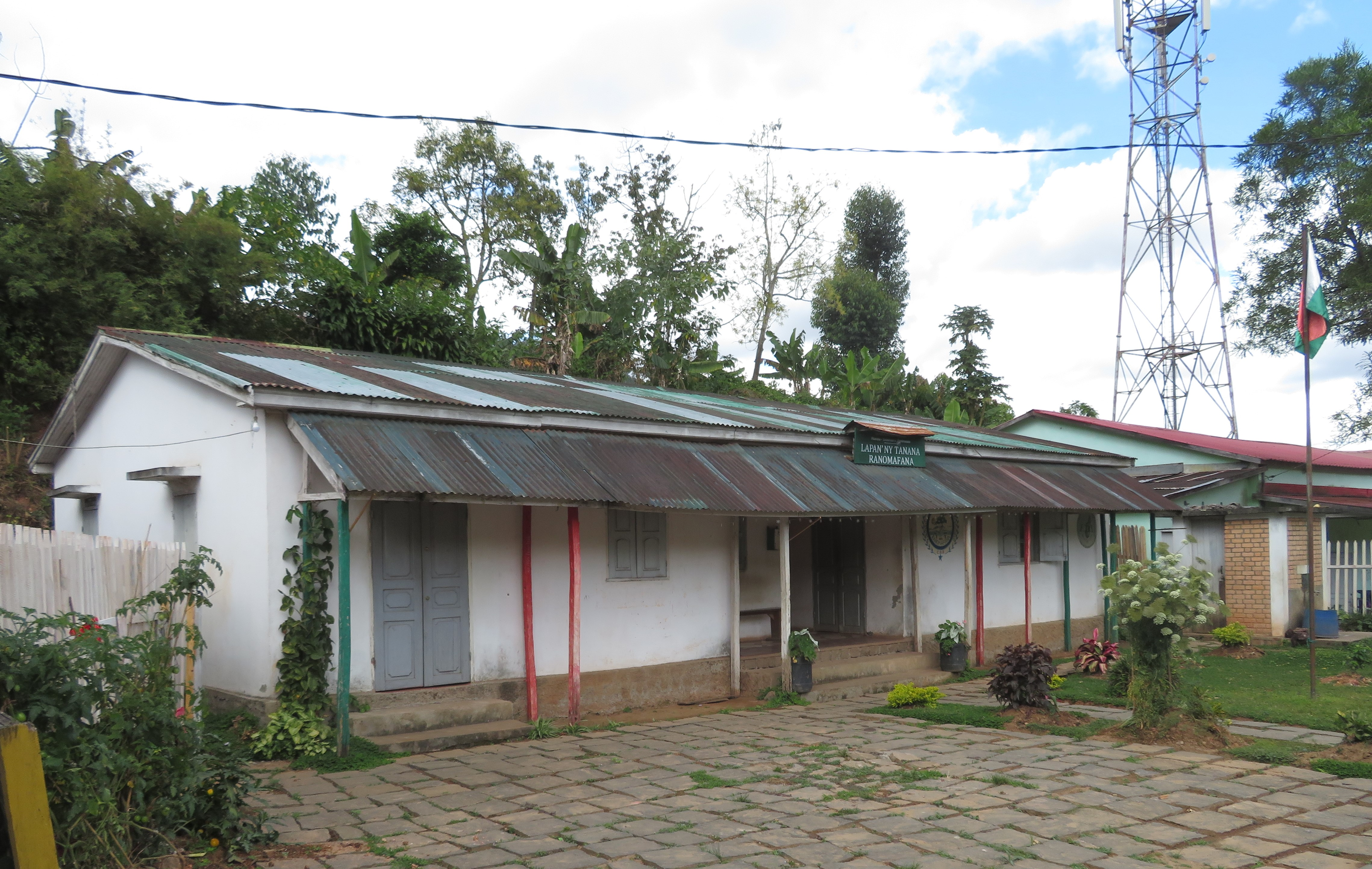
Rathaus
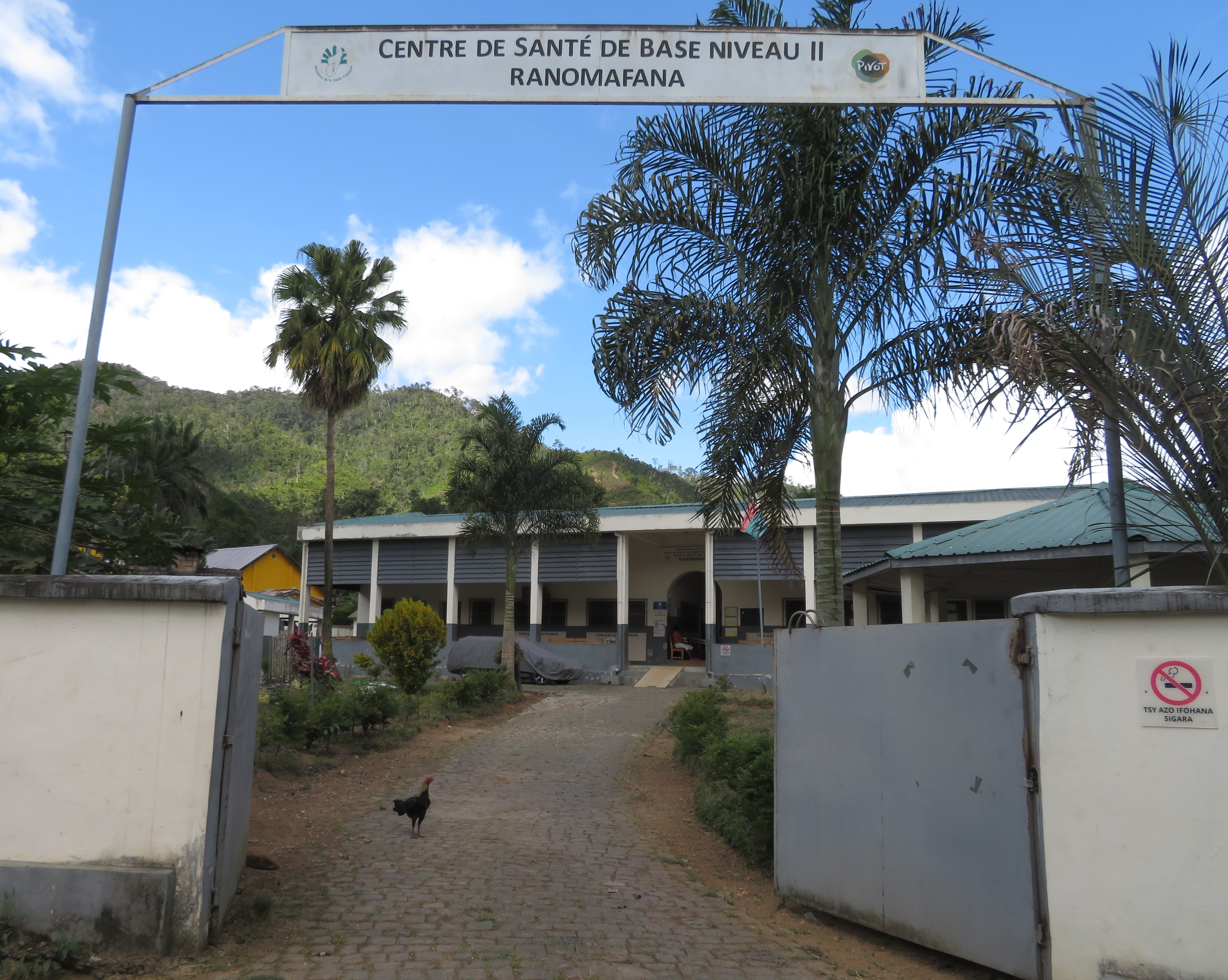
Krankenhaus
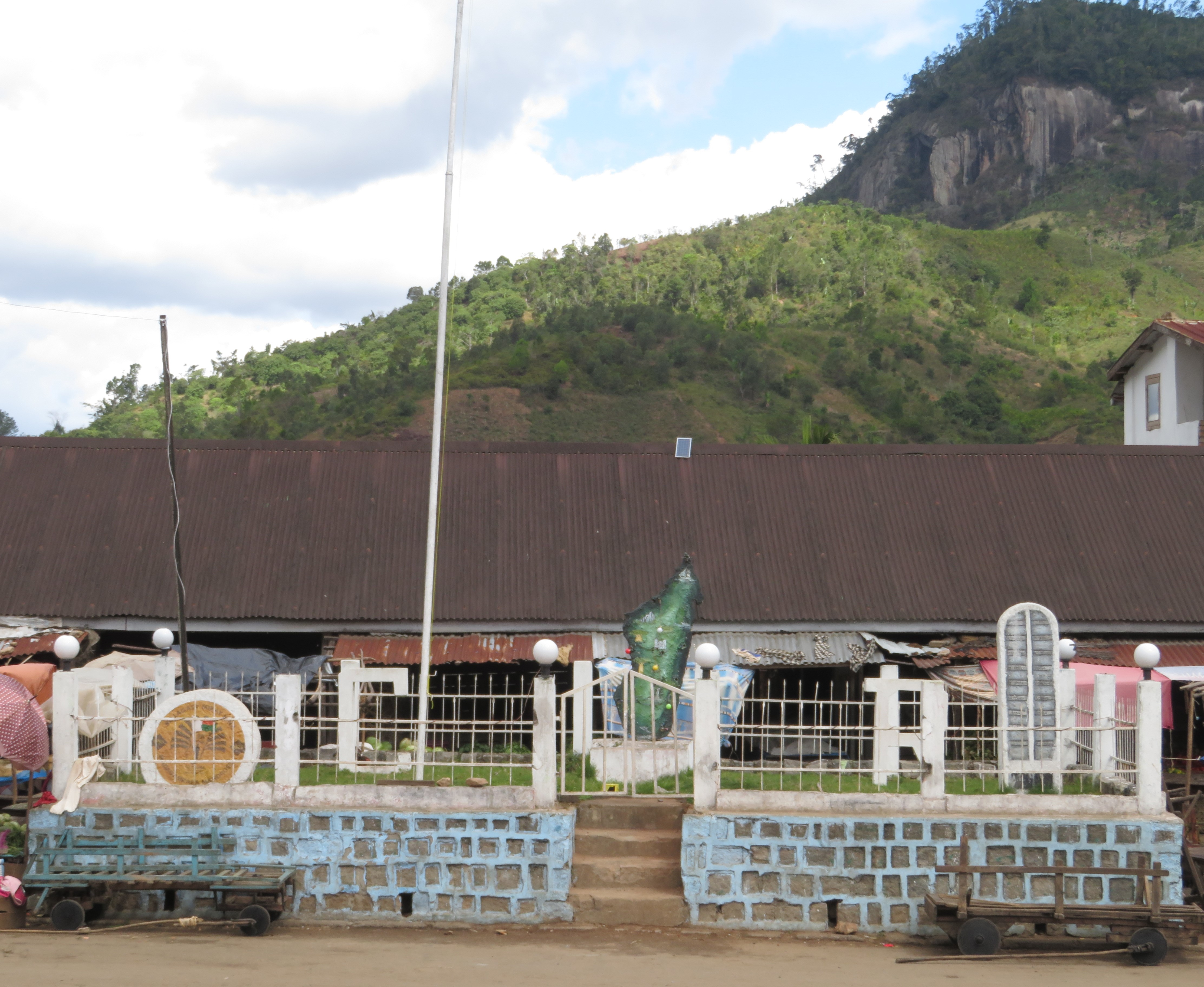
Denkmal
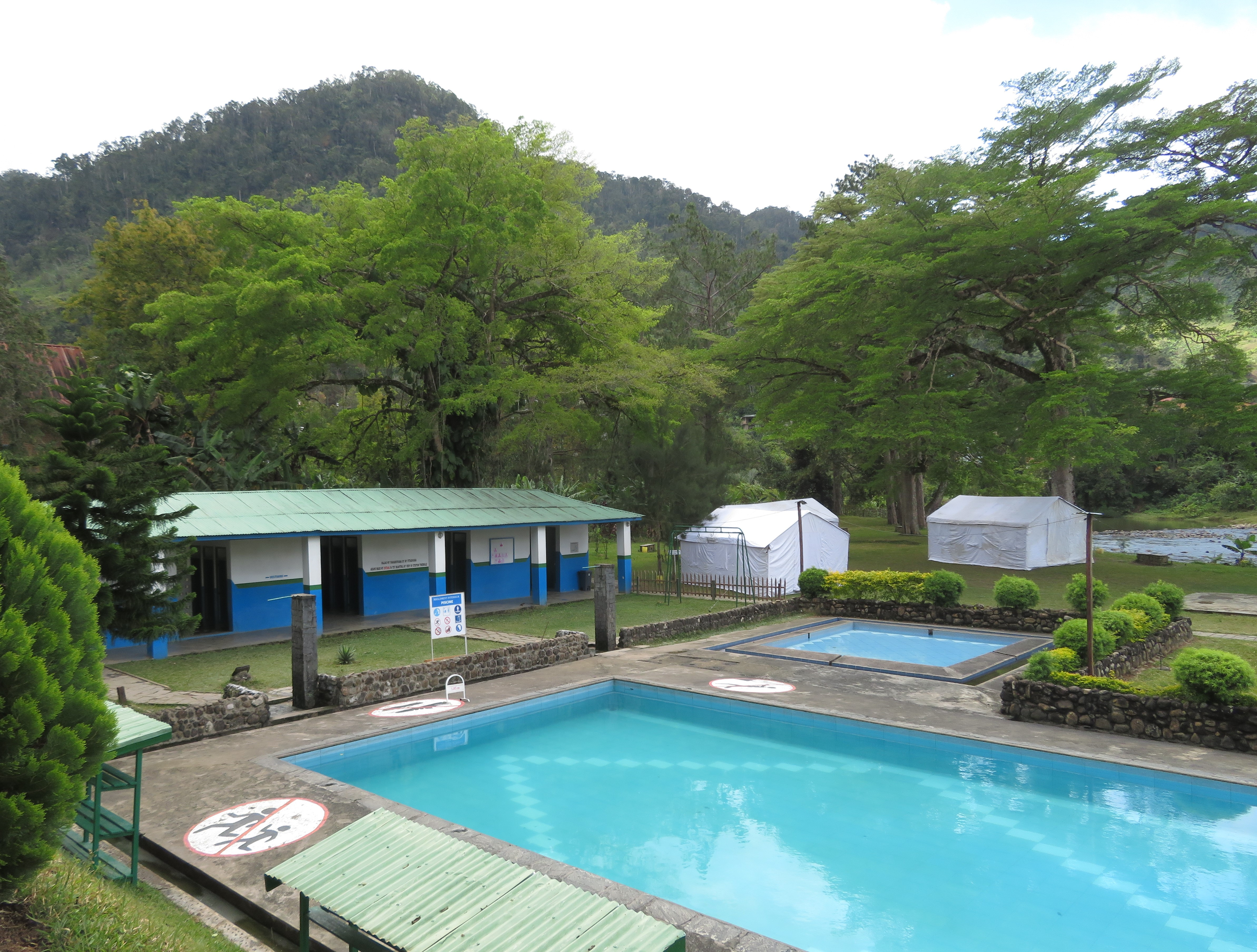
Thermalbad
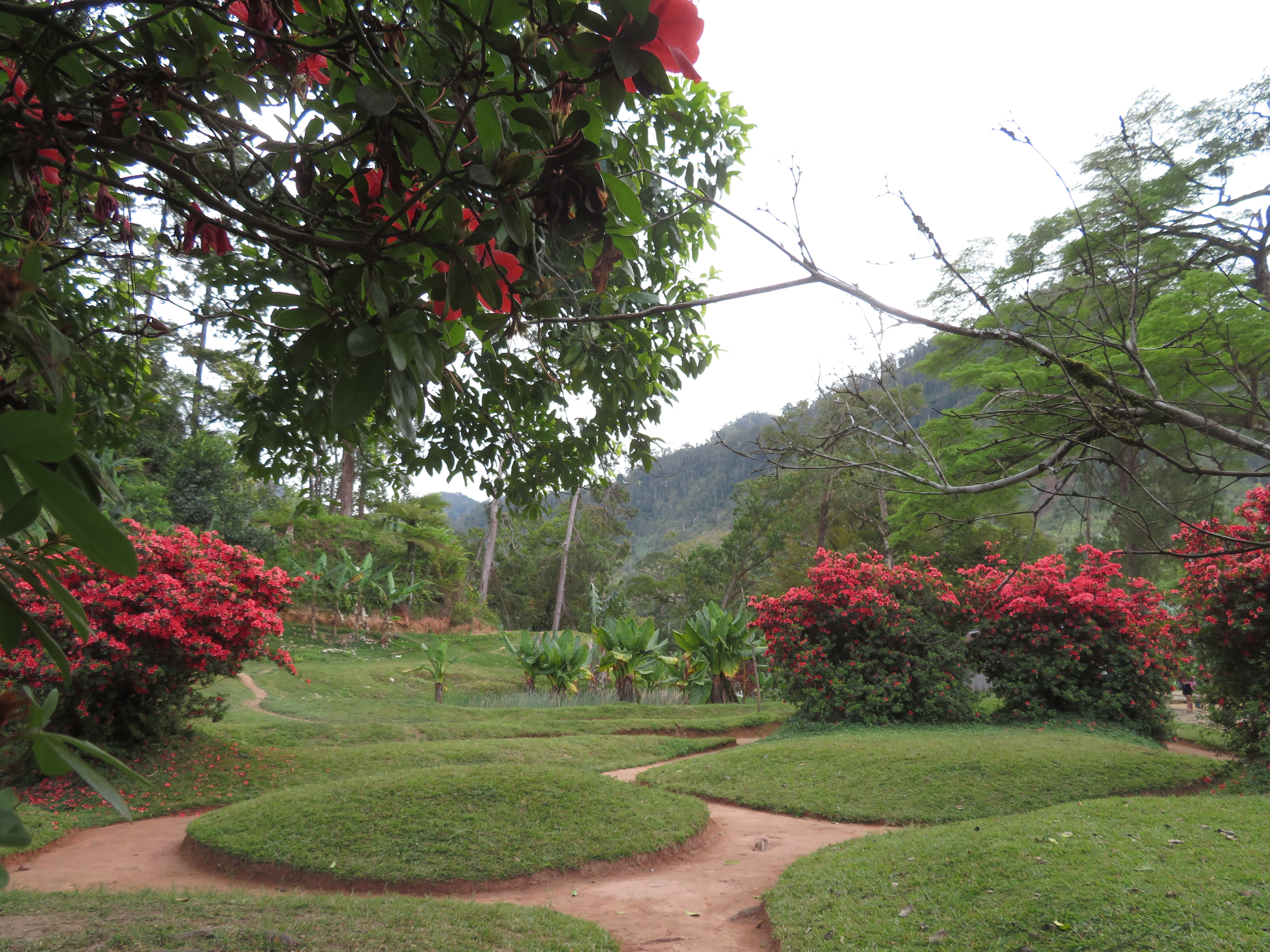
Parkanlage am Thermalbad
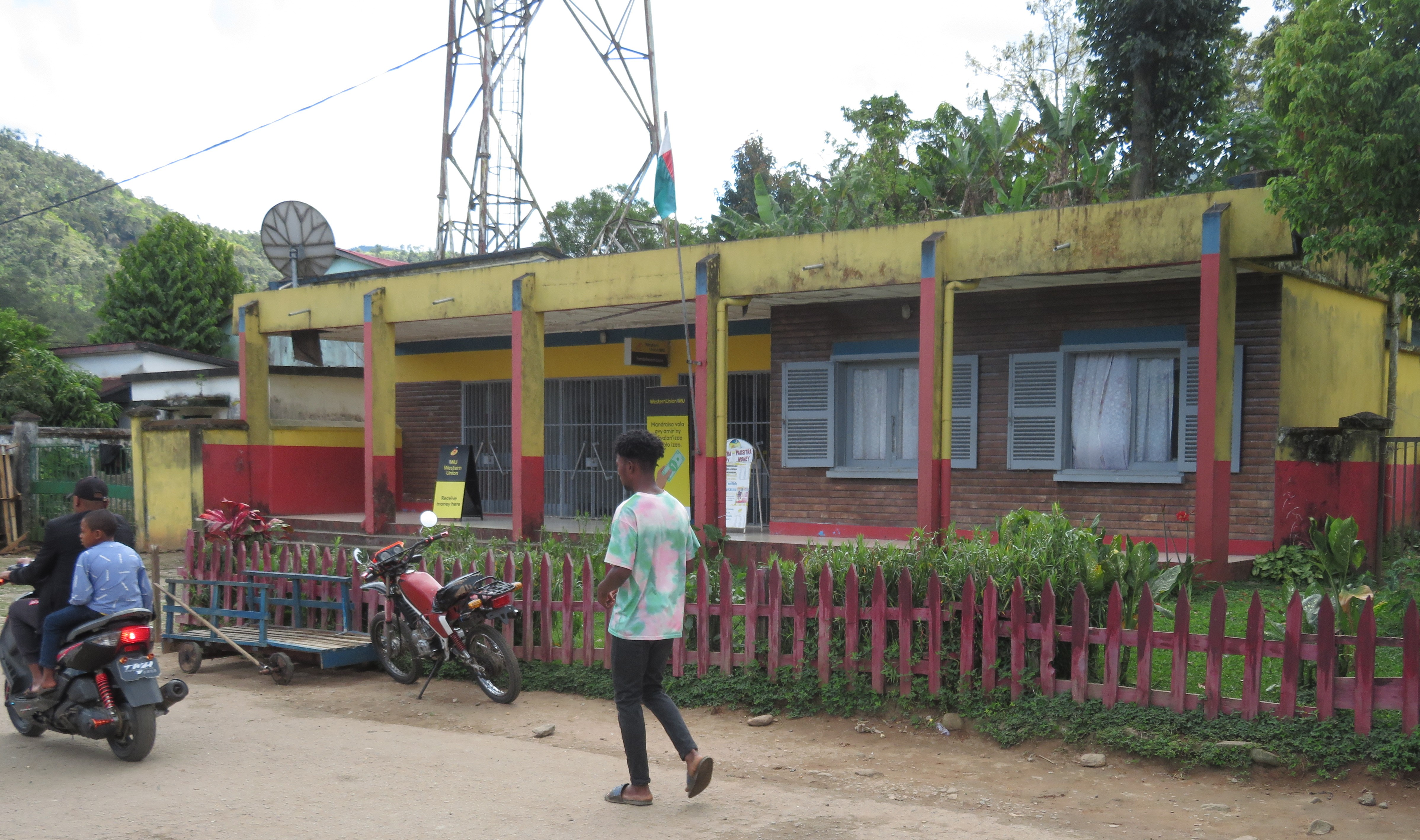
Postamt
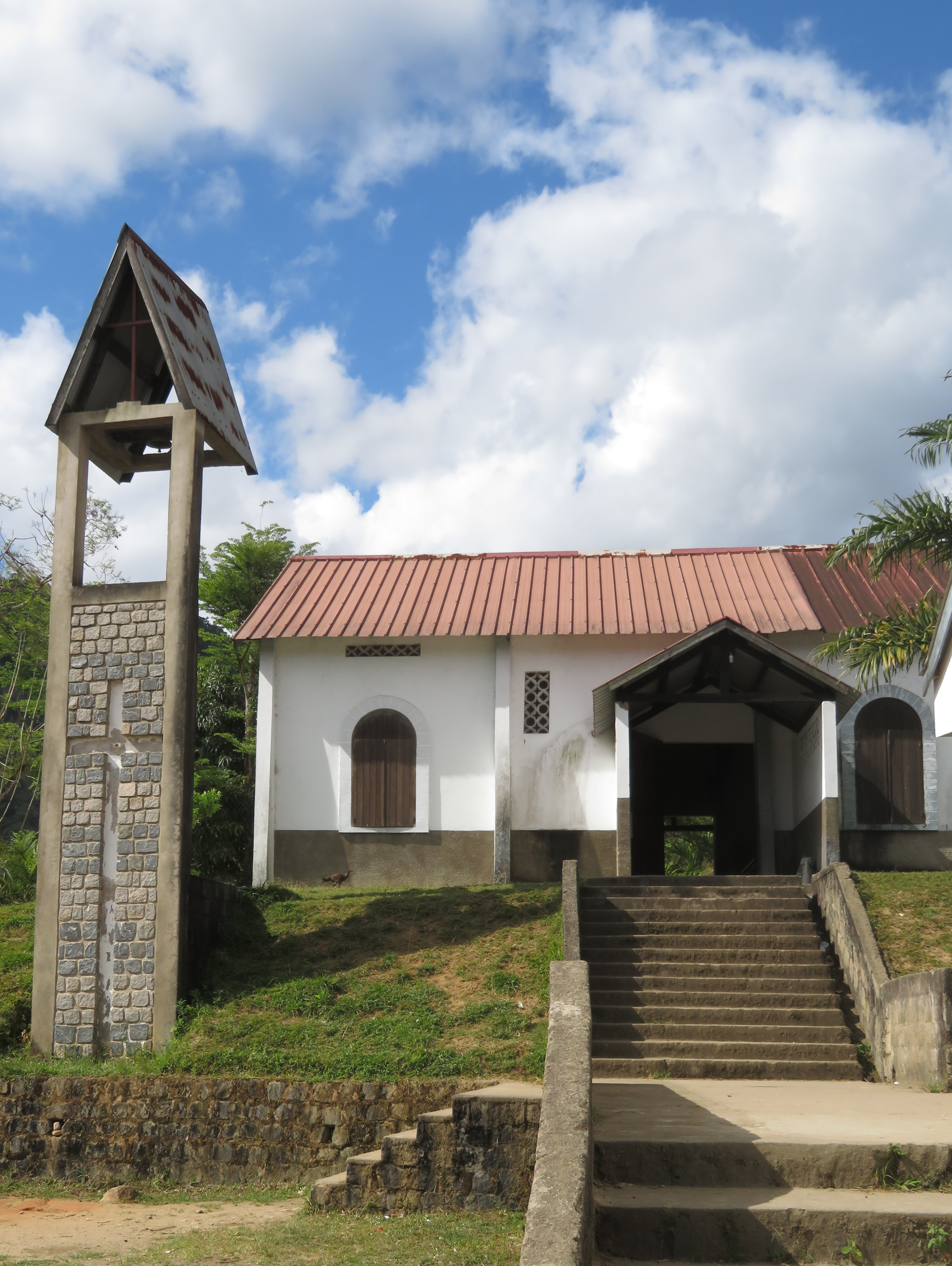
Katholische Kirche
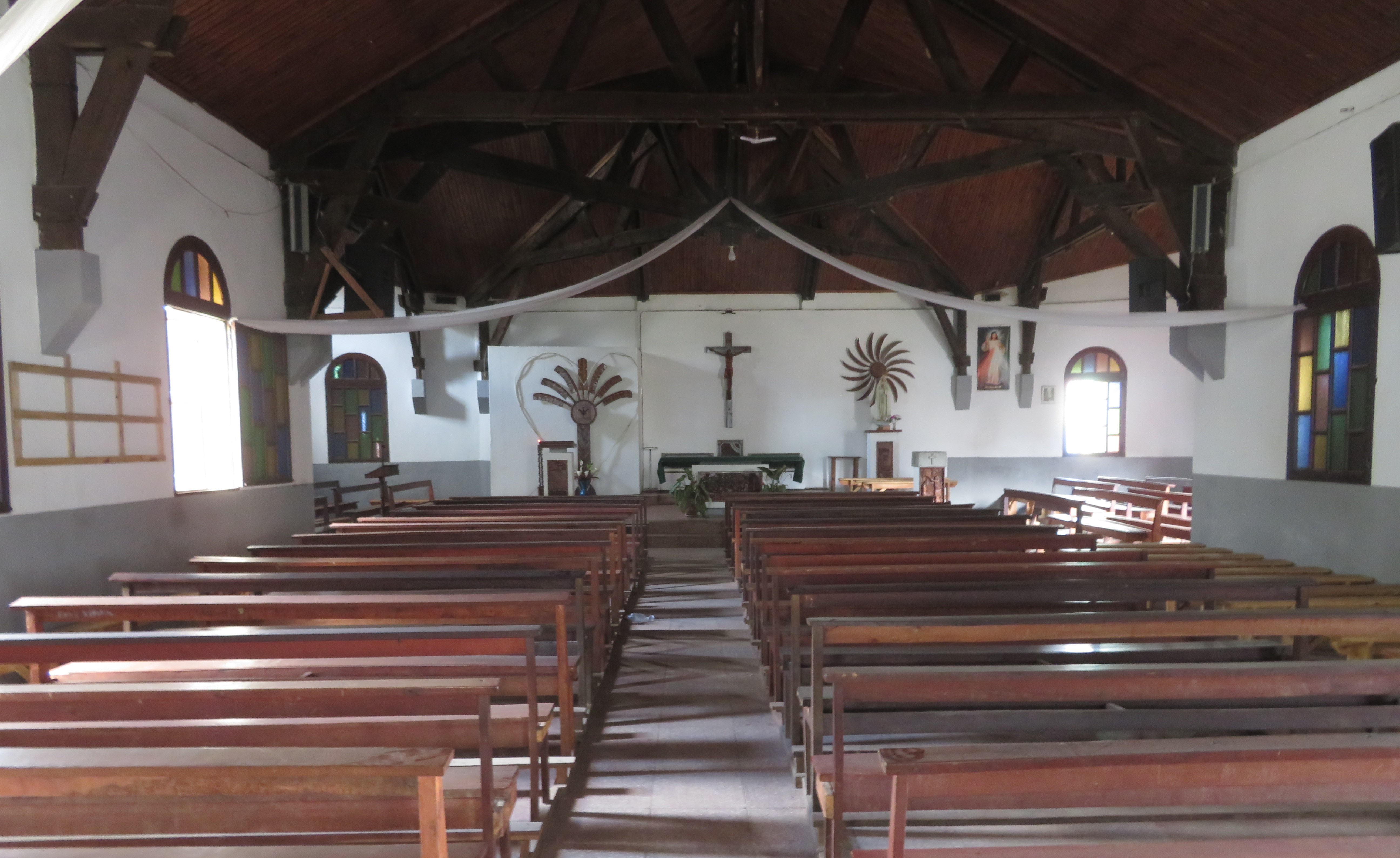
Katholische Kirche
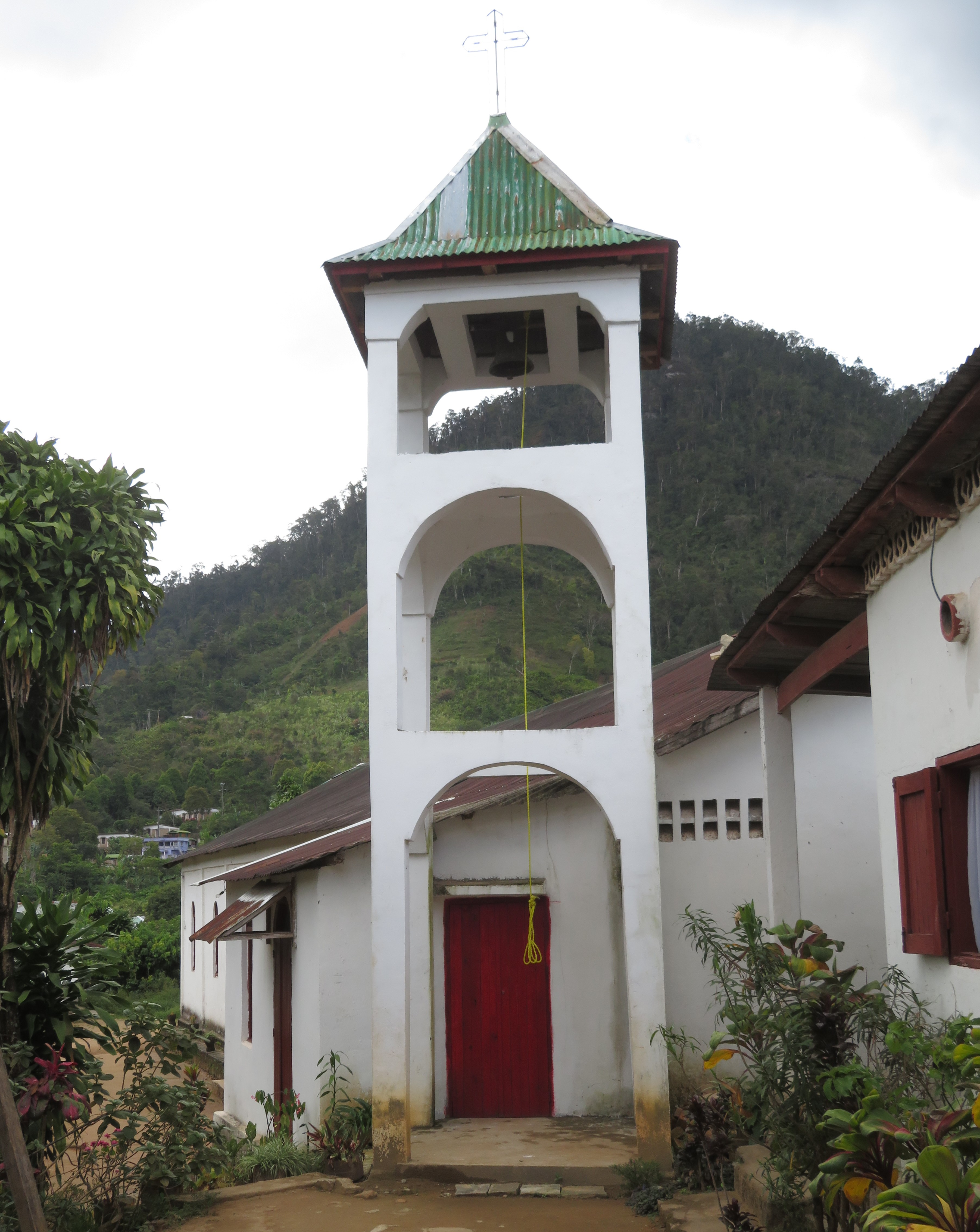
Evangelische Kirche
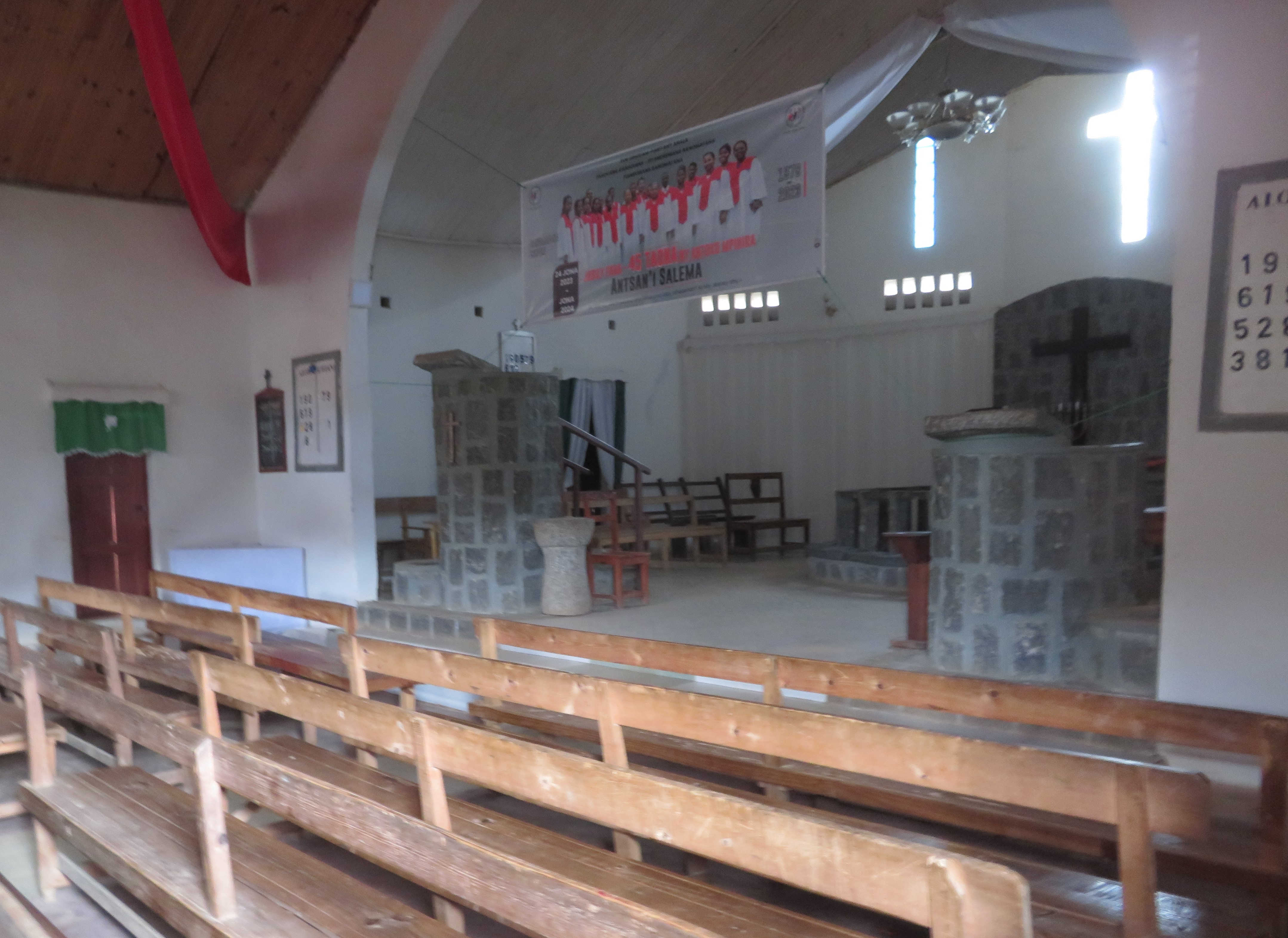
Evangelische Kirche
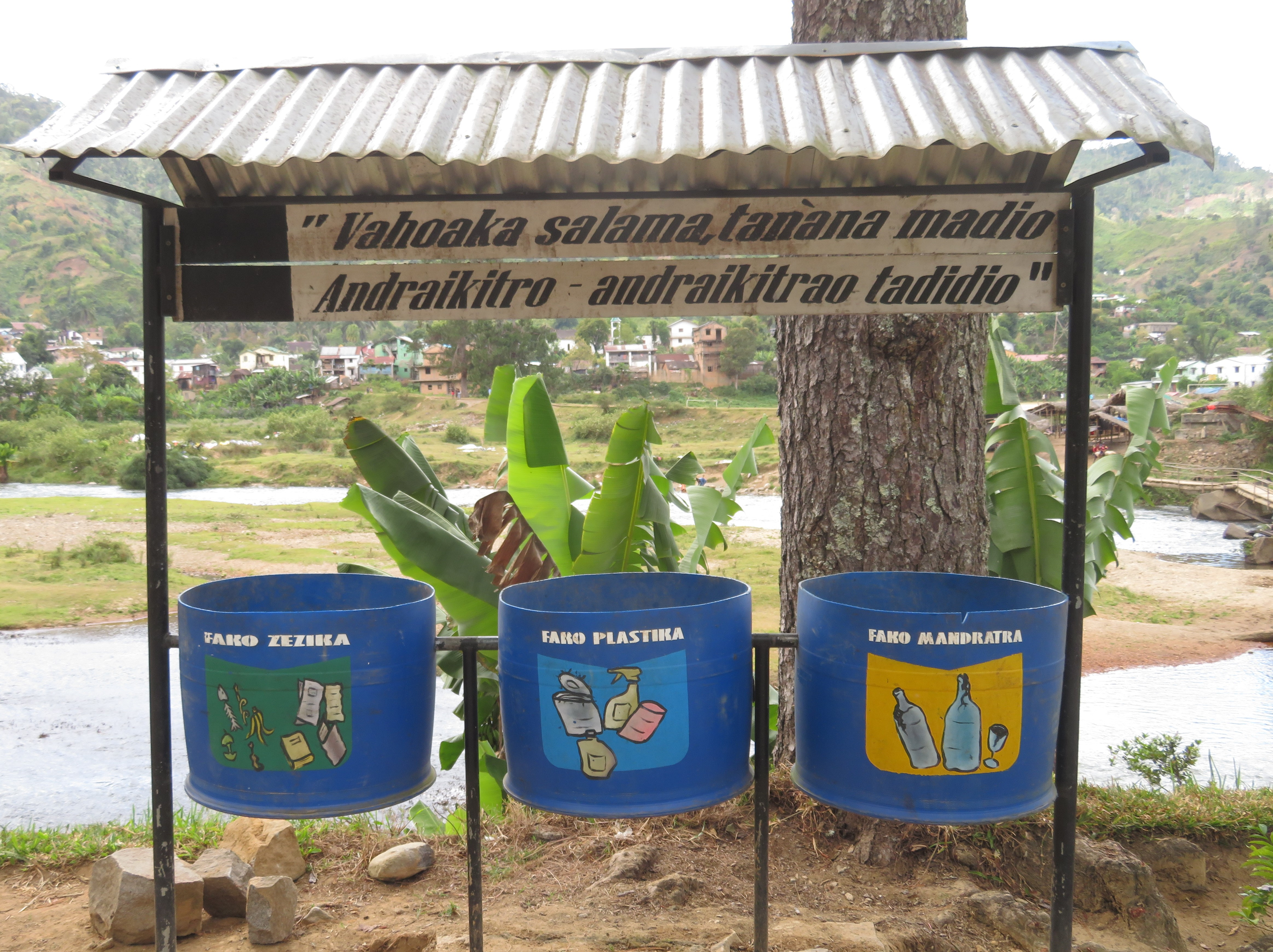
Campagne zur Mülltrennung